# Курасао и зависне територије
Колонија Kурасао и зависне територије (хол. Kolonie Curaçao en onderhorigheden; Папијаменто:Kolonia di Kòrsou i dependensianan) је била холандска колонија у Карипском мору од 1815. до 1828. године и од 1845. до 1845. између 1936. и 1954. године званично је подручје било познато. као Територија Курасао (холандски:Gebiedsdeel Curaçao; Папиаменто:Teritorio di Kòrsou), а после 1948. као Холандски Антили. Проглашењем Повеље за Краљевину Холандију 15. децембра 1954, Холандски Антили су стекли равноправан статус са самом Холандијом и Суринамом у новој Краљевини Холандији.

## Историја
Према условима Англо-холандског уговора из 1814, Холандија је повратила контролу над својим колонијама Западне Индије, са изузетком Демераре, Есекиба и Бербиса. У новооснованом Уједињеном Краљевству Холандије ове колоније су до 1954. године биле организоване на следећи начин:
| Име колоније               | Главни град | Укључује                            |
| -------------------------- | ----------- | ----------------------------------- |
| Курасао и зависници        | Вилемстад   | Курасао, Аруба, Бонер               |
| Синт Јустатиус и зависници | Орањестад   | Свети Еустахије, Свети Мартин, Саба |
| Суринам                    | Парамарибо  | Суринам                             |

Као мера за смањење трошкова, три колоније су спојене у једну колонију Западне Индије којом је владало из Парамариба, Суринам, 1828. Ово се показало као несрећно решење, што је довело до тога да је делимично поништено 1845. Синт Јустатиус није повратио свој статус посебне колоније, међутим, и њоме је владано из Вилемстада, Курасао:
| Име колоније        | Главни град | Укључује                                                   |
| ------------------- | ----------- | ---------------------------------------------------------- |
| Курасао и зависници | Вилемстад   | Курасао, Аруба, Бонер, Свети Еустахије, Свети Мартин, Саба |
| Суринам             | Парамарибо  | Суринам                                                    |

### Постепена деколонизација
Реформе у владиној структури колоније до Другог светског рата биле су углавном површне, па је Курасаом наставило да се управља као колонија. То се променило након завршетка Другог светског рата. Краљица Вилхелмина је обећала у говору из 1942. године да ће понудити аутономију прекоморским територијама Холандије, а британска и америчка окупација — уз сагласност холандске владе — острва током рата довела је до повећања захтева за аутономијом и унутар становништва.
У мају 1948. године ступио је на снагу нови устав за територију који је дозвољавао највећу аутономију дозвољену холандским уставом из 1922. Између осталог, уведено је опште право гласа. Територија је такође преименована у „Холандски Антили“. Након што је холандски устав ревидиран 1948. године, нови привремени устав Холандских Антила је донесен у фебруару 1951. Убрзо након тога, 3. марта 1951. године, Уредба о острвима Холандских Антила (холандски:Eilandenregeling Nederlandse Antillen или скраћено ERNA, Папијаменто: Regulashon Insular delas Antias Hulandes или RIAH) издат је краљевским декретом, дајући прилично значајну аутономију различитим острвским територијама на Холандским Антилима. Консолидована верзија ове уредбе остала је на снази до распуштања Холандских Антила 2010. године.
Нови устав се сматрао само привременим аранжманом, пошто су преговори о Повељи за Краљевину већ били у току. Дана 15. децембра 1954. године, Холандски Антили, Суринам и Холандија приступили су као равноправни партнери свеобухватној Краљевини Холандији како је установљено у Повељи Краљевине Холандије. Овим потезом Уједињене нације су прогласиле деколонизацију територије завршеном и уклониле је са листе несамоуправних територија Уједињених нација.